# Беглец (рассказ)
Беглец — рассказ Антона Павловича Чехова. Написан в 1887 году, впервые опубликован в 1887 году в «Петербургской газете» № 26 с подписью А. Чехонте.

## Публикации
Рассказ написан в 1887 году, впервые опубликован в 1887 году в «Петербургской газете» (№ 26) с подписью А. Чехонте, в 1889 году опубликован в иллюстрированном календаре «Стоглав». Рассказ вошёл в собрание сочинений писателя, издаваемое А. Ф. Марксом.
При жизни Чехова рассказ переводился на датский, немецкий, сербскохорватский, французский и чешский языки.

## История
Младший брат писателя, Михаил Павлович Чехов, вспоминал, что рассказ «Беглец» написан по впечатлениям, полученным А. П. Чеховым при работе в 1884 году практикантом в Чикинской (Воскресенской) больнице.

## Критика
Рассказ оценил Л. Н. Толстой. В 1889 году дочь писателя, Т. Л. Толстая, писала: «Папа́ очень понравился маленький очерк Чехова в календаре „Стоглав“, и он несколько раз его вслух читал». Д. П. Маковицкий записал мнение Толстого: «Как это хорошо читать! Я иногда, когда трогательно или смешно, волнуюсь».
В 1893 году переводчица Ю. Твероянская написала автору рассказа из Парижа (1893), что во французском журнале «Revue des Deux Mondes» были напечатаны её переводы рассказов «Гусев» и «Беглец», которые имели большой успех.

## Персонажи
- Павел Галактионов, 7 лет, больной мальчик.
- Мать Павла
- Доктор

## Сюжет
У семилетнего мальчика Пашки с Пасхи болела рука. Осенью мать решила показать сына врачу. Дорога была долгая — они шли до рассвета. В приемном покое было много людей, они ждали своей очереди. Доктор осмотрел Пашкину руку и отругал мать за то, что она не привела его раньше; болезнь прогрессировала и перешла на сустав: нужна операция. Доктор упросил мать оставить Пашку в больнице. Его поместили в палату на троих человек, переодели, хорошо накормили.  Впервые попав в покой, мальчик восхищался больничным убранством и обращением: "доктору живется очень недурно". Поужинав, он решил погулять по покою, осмотрел палаты и понял, что находящиеся в них люди мучимы болезнями.
Проснувшись среди ночи, Пашка услышал, голоса в соседней палате; этой ночью там умер тяжелобольной.
Увидев, как несут мертвеца, Пашка сильно испугался и решил бежать.  В ужасе он выскочил из покоя,  однако далеко не убежал: за больничным корпусом находилось кладбище. Обезумев от страха, Пашка бросился бежать, не разбирая дороги и. Вдруг он заметил светлое окно, и превозмогая страх, побежал к нему. Увидев в окне лицо знакомого доктора, ребёнок преисполнился радости и потерял сознание.
"Когда он пришёл в себя, было уже светло, и очень знакомый голос, обещавший вчера ярмарку, чижей и лисицу, говорил возле него: — Ну и дурак, Пашка! Разве не дурак? Бить бы тебя, да некому."

## Экранизация
- 1984 — Из жизни земского врача (ТВ) (СССР), режиссёр Лев Цуцульковский (телеспектакль по рассказам «Случай из практики», «Враги», «Неприятность», «Беглец»).